# إدراك بصري

ينقل المسار البصري للإنسان المعلومات المرئية من العين إلى القشرة البصرية للدماغ

الإدراك البصري هو القدرة على تفسير البيئة المحيطة، من خلال تفسير المعلومات ضمن الضوء المرئي، والإدراك الناتج يعرف أيضاً بـ «الرؤية». العناصر الفسيولوجية المختلفة للرؤية تعرف جميعها بالنظام البصري، وهي محطّ التركيز للأبحاث في علم النفس، وعلم الإدراك، وعلم الأعصاب، والبيولوجيا الجزيئية؛ حيث تعرف جميعها بعلم الرؤية.

## النظام البصري
تبدأ الرؤية عندما تقوم عدسة العين بتركيز الصورة من البيئة المحيطة على الغشاء الحسّاس للضوء في مؤخرة العين؛ والتي تدعى الشبكية.
الشبكية هي في الحقيقة جزء من الدماغ، والذي يعمل على تحويل الضوء إلى سيالات عصبية. تقوم العدسة بتركيز الضوء على الخلايا المستقبلة للضوء في الشبكية والتي بدورها تلتقط الفوتونات وتستجيب بإرسال السيالات العصبية. هذه الإشارات يتم تحليلها بتسلسل هرمي ابتداء من شبكية العين وصولاً إلى العقد المركزية في الدماغ.
المذكور في الفقرة أعلاه ينطبق على الأخطبوط، والرخويات، والديدان، والحشرات، وحتى المخلوقات الأقل تعقيداً وتطوراً. وما سنذكره لاحقاً ينطبق على الثدييات عموماً والطيور: ترسل الشبكية - في هذه الحيوانات الأكثر تعقيداً - ألياف العصب البصري إلى النَّواة الرُّكْبِيَّة الجانبية lateral geniculate nucleus ، ومن هناك إلى القشرة البصرية الأولية والثانوية من الدماغ. الإشارات من الشبكية يمكن أن تنتقل مباشرة إلى الأُكَيمَة العُلْوِيَّة.

## دراسة
المشكلة الأساسية هي أن الرؤية ليست مجرد ترجمة بسيطة لمحفزات الشبكية (الصورة التي تتكون على الشبكية)؛ لذلك فإن الكثير يعتريه الفضول لتفسير كيفية حدوث الرؤية.

### دراسات مبكّرة

التيار الظهري البصري (الأخضر) والتيار البطني (البنفسجي) ظاهران في الصورة. الكثير من القشرة المخية في الإنسان يلعب دوراً في عملية الرؤية.

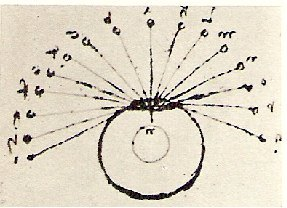
ليوناردو دا فينشي: العين لها خط مركزي، وكل شيء يصل للعين من خلال الخط المركزي يمكن أن يرى بوضوح.

هناك نظريتان يونانيتان قديمتان قدمتا تفسيراً بدائياً لكيفية حدوث الرؤية.
النظرية الأولى: «نظرية الانبعاث»، والتي ادّعت أنّ الرؤية تحدث عندما تنبعث الأشعة من العين ويتم اعتراضها من خلال الأجسام المرئية. إذا تمت رؤية الجسم مباشرة، فذلك حدث بفعل الأشعة المنبعثة من العين والتي سقطت على الأجسام، فتمت رؤيتها. أما الصورة المنعكسة، فقد تكونت بفعل الأشعة المنبعثة من العين والتي انتقلت في الهواء وبعد انكسارها سقطت على الجسم المرئي؛ والذي تمت رؤيته نتيجة حركة الأشعة المنبعثة من العين. هذه النظرية دعمها ونصرها كل من إيوكليد، وبتوليمي وأتباعهم.
النظرية الثانية: هذه النظرية تبنّت ما يعرف بـ «الولوج»، والتي ترى بأن الرؤية كما لو أنها تخرج من شيء ليدخل في العين، ودعاة هذه النظرية هم: أرسطو وغلين وأتباعهم. وتعد هذه النظرية من النظريات الحديثة للرؤية، لكنّها مجرد تخمين يفتقر للتجربة. (في القرن الثامن عشر في إنجلترا، دفع اسحق نيوتن وجون لوك وغيرهم نظرية الولوج للأمام؛ من خلال إصرارهم على أنّ الرؤية تتضمن عملية انبعاث الأشعة من الأجسام لتدخل عقل الناظر من خلال فتحة العين).
قام ابن الهيثم (965-1040) بالعديد من التجارب في موضوع الإدراك البصري، وتابع ما قام به بتوليمي فيما يتعلق بالرؤية بالعينين، وعلّق على العمل التشريحي لغالين.
ليوناردو دا فينشي (1452-1519) هو أول من تعرف على القدرات البصرية للعين، فقد كتب «وظيفة عين الإنسان... وصفها عدد كبير من الكتّاب بطريقة معينة لكنّني وجدتها مختلفة تماماً». فقد وجد بأن الرؤية تكون واضحة ومحدّدة في خط الرؤية؛ وهو الخط البصري الذي ينتهي بالنُقيرة، على الرغم من أنّه لم يقل ذلك حرفياً، إلا أنّه يعتبر الأب للتفرقة الحديثة بين الرؤية النُقيرية والطرفية.

### الاستدلال اللاواعي
يُذكر هيرمان فون هيلمولتز مع الدراسة الأولى للإدراك البصري في الوقت الحديث؛ إذ اختبر عين الإنسان واستنتج بأنها فقيرة بصرياً إلى حدٍّ ما، والمعلومات رديئة الجودة التي تجمعها العين وحدها بدت بالنسبة له أنّها تجعل الرؤية مستحيلة، ولذلك، استنتج بأن الرؤية قد تحدث فقط نتيجة استدلال لا واعي؛ من خلال الافتراضات والاستنتاجات المبنية على تجارب سابقة.
أمثلة على افتراضات معروفة؛ بناءً على الخبرة البصرية:
- الضوء يأتي من الأعلى.
- الأشياء طبيعياً لا ترى من الأسفل.
- الوجوه ترى وتعرف أفقيا.[10]
- الأشياء القريبة قد تمنع رؤية الأشياء البعيدة وليس العكس.
- الأشياء القريبة ترى مجسمة .

أسفرت دراسة الخداع البصري "visual illusions" (حيث تذهب عملية الاستدلال في الاتجاه الخاطئ) عن تكوين رؤية وفكرة حول ماهية الافتراضات التي يقوم بها الجهاز البصري.
نوع آخر من فرضية الاستدلال اللاواعي (اعتماداً على الاحتمالات) أعيد إحياؤه حديثاً تحت مسمى «الدراسات البايزية للإدراك الحسي». “Bayesian studies of visual perception” أنصار هذا النهج يفترضون أن الجهاز البصري يقوم بنوع ما من الاستدلال البايزي “Bayesian inference” لاستنباط إدراك من المعلومات الحسية، ثم استخدام نماذج تعتمد على هذه الفكرة لتفسير العديد من الوظائف الإدراكية البصرية، مثل: التوقع الحركي “perception of motion” ، وإدراك العمق “Perception of depth” ، وإدراك الشكل والأرضية “Figure-ground perception”.
النظرية التجريبية للإدراك “The Wholly empirical theory of perception”: هي نهج مرتبط، وحدث يفسر الإدراك البصري “visual perception” دون الوضوح الذي تستند عليه شكليات بازية “Bayesian formalism”.

### نظرية جيشطالت Gestalt theory
طرح علماء النفس المهتمين بالشكل - خاصة الذين عملوا في الثلاثينيات (1930s) والأربعينيات (1940s) - الكثير من الأسئلة البحثية التي درست فيما بعد من قبل علماء البصر اليوم.
قانون الشكل للمنظمات”Gestalt law of organization” قام بتوجيه دراسة حول كيفية استقبال الناس للمكونات البصرية بشكل منظم أو كصورة بأكملها، عوضاً عن مجموعة من الأجزاء المختلفة. جيشطالت هي كلمة ألمانية يمكن ترجمتها إلى «الشكل » إلى جانب «كامل أو الهيكل الناشئ». والشكل الجيد “good gestalt”؛ بمعنى النمط المنتظم والبسيط والمرتب. بحسب هذه النظرية، هنالك ثمانية عوامل تحدد كيف يقوم الجهاز البصري تلقائياً بجمع مجموعة من العناصر على صورة نمط:
1- القرب "proximity“
2- التشابه “similarity”
3- التناظر “symmetry”
4- الغلق “closure”
5- الاستمرارية “continuity”
6- المصير المشترك “common fate” (مثلا الحركة المشتركة)
7- الشكل والخلفية "Figure-Ground"
8- التجربة السابقة “past experience”

### تحليل لحركة العين
انظر أيضا: حركة العين

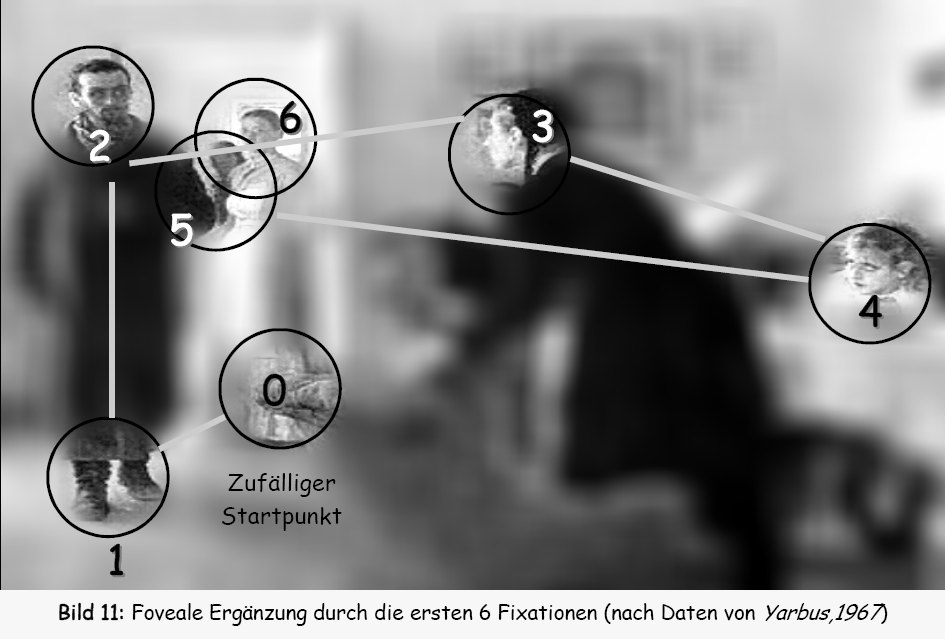
رسم توضيحي 1 حركة العين في أول ثانيتين yurbus 1967

خلال الستينيات (1960s)، سمح التطور التقني بالتوثيق المستمر لعملية حركة العين خلال القراءة ، وعرض الصور ، ولاحقاً خلال حل المسائل المرئية ، وعندما أصبحت كاميرات «الهيدسيت» متوفرة، قاموا بتوثيق حركة العين خلال القيادة أيضاً.
الصورة المرفقة يسارًا تظهر ما يمكن أن يحدث خلال أول ثانيتين من المعاينة البصرية، بينما الخلفية خارج نطاق التركيز (متمثلة بالرؤية الطرفية): أول حركة للعين تتجه نحو حذائي الرجل (فقط لأنهما قريبان من التركيز الابتدائي”starting fixation” ولهم تباين معقول “reasonable contrast”)
التركيز التالي يقفز من وجه لوجه، وقد يسمح أيضاً بإجراء مقارنة بين الوجهين.
قد نستطيع الاستنتاج بأن أيقونة الوجه هي أيقونة بحثية جاذبة جداً ضمن مدى الرؤية الطرفي. الرؤية المركزية (الرؤية النقرية) “Foveal vision” تضيف معلومات تفصيلية للانطباع الطرفي الأول.
و يمكن أيضاً ملاحظة وجود ثلاثة أنماط لحركة العين: الحركة البؤرية “vergence movement” والحركة الرمشية “saccadic movement” والحركة المتعقبة “puirsuit movement”. الحركة البؤرية: تتضمن التعاون بين كلا العينين في جعل الصورة تسقط على نفس البقعة في كلتا الشبكيتين، وهكذا، تنتج صورة أحادية التركيز، الحركة الرمشية: هي نوع من الحركة تستخدم لتقوم بمسح سريع لمشهد أو صورة، وأخيراً، الحركة المتعقبة: وهي التي تستخدم في تعقب الأجسام وهي تتحرك.

### تمييز الوجه والجسم
هناك إثبات معتبر أن تمييز الوجه والجسم يتحقق من خلال أنظمة متميزة، على سبيل المثال: المصابون بمرض عمى التعرف على الوجوه “Prosopagnosia” يظهرون قصوراً في عملية التعرف على الوجه (معالجة الوجه) وليس الجسم، بينما المصابون بعمى التعرف على الأجسام “object agnosia” (بشكل ملحوظ المريض س.ك.) (patient C.K.-) يظهرون قصوراً في عملية التعرف على الجسم (معالجة الجسم)، مع بقاء التعرف على الوجوه سليماً.
سلوكياً، تبين أن الوجوه، وليس الأجسام، معرضة لتأثير الانعكاس ”inversion effect”، مما قاد إلى الزعم بأن الوجوه «مميزة». أيضاً، معالجة الوجه والجسم توظف أنظمة عصبية مميزة. البعض يجادل بشكل ملحوظ أن التخصص الظاهر لدماغ الإنسان في معالجة الوجه لا يعكس نطاق النوعية الحقيقي، بل يعكس عملية عامة بالتمييز بالخبرة ضمن فئة من المحفزات - رغم أن هذا الزعم محط للجدل والنقاش-.

## نهج الإدراك والحساب
المشكلة الأساسية مع قانون جيشطالت - وبشكل عام مع مدرسة جيشتالت - أنها وصفية وليست تفسيرية، على سبيل المثال: إننا لا نستطيع تفسير الخطوط المتصلة بمجرد التصريح بأن الدماغ يفضل الاتصال الجيد، إن النماذج الحسابية للرؤية قد حققت نجاحاً أكبر في تفسير ظاهرة الرؤية، وألغت نظرية جيشطالت بشكل كبير. حديثاً، تطورت النماذج الحسابية للإدراك البصري إلى أنظمة افتراضية واقعية؛ هذه الأنظمة قريبة إلى الواقع؛ حيث أنها تعتبر الحركة والأنشطة الطاغية في العالم الحقيقي. [تحتاج لتوثيق المرجع ]

فيما يخص نظرية جيشطالت للإدراك البصري، قام بروس وجورج وجورجيسون باسنخلاص أن:
النظرية الفيسيولوجية للجيشطالت قد أحيلت جانباً، تاركةً لنا مجموعة من المبادئ الوصفية، لكن دون نماذج تعالج الإدراك الحسي. في الحقيقة، البعض من قوانين الأنظمة الحسية في هذه النظرية يبدو غير واضح وغير كاف، مثلاً، ما المقصود بـ «جيد» أو «بسيط» الشكل؟ 
في السبعينيات، قام ديفيد مار “David Marr” - عالم أعصاب - بتطوير نظرية متعددة الرؤية، والتي قامت بتحليل عملية الرؤية على مستويات مختلفة، وبغرض فهم بعض المسائل في عملية الرؤية، فقد قام بوضع ثلاثة مستويات للتحليل:
المستوى الحسابي، والمستوى اللوغاريثمي، والمستوى التطبيقي. مدح الكثير من علماء الرؤية بمن فيهم توماسو بوجو “Tomaso Poggio” هذه المستويات من التحليل، ووظفوها في وصف الرؤية من ناحية حسابية. [تحتاج لتوثيق المرجع]

يهتم المستوى الحسابي - بمستوىً عال من التجريد - بالمسائل التي يجب على الجهاز البصري أن يتخطاها. المستوى اللوغاريثمي: ويهتم بالتعرف على الإستراتيجية التي تستخدم لحل هذه المسائل. أما المستوى التطبيقي؛ فهو يحاول شرح كيفية قيام الدورة العصبية بإدراك الحل لهذه المسائل.
قام مار باقتراح إمكانية فحص الرؤية باستخدام إحدى هذه المستويات بشكل مستقل. وصف مار الرؤية بأنها تبدأ من نظام بصري ثنائي البعد (في الشبكية) كمدخل إلى وصف ثلاثي الأبعاد للعالم؛ كمخرج. مراحل الرؤية عنده هي:
مشهد ثنائي البعد أو رسم مبدئي للمشهد؛ بناءًا على استخراج المكونات الأساسية للمشاهد، بما في ذلك الحواف والمناطق وغيره، لاحظ التشابه في المفهوم بينها وبين رسمة سريعة يرسمها الرسام كانطباع له عن شيء ما.
مشهد ذو بعد 2½؛ حيث النسيج معرَف، لاحظ التشابه في المفهوم بينها وبين تخطيط الرسام للخطوط لإبراز شيء ما في الرسمة، وتظليله لمناطق في المشاهد حتى يضيف العمق.
مشهد ثلاثي الأبعاد؛ حيث أن المشهد مصور بطريقة متصلة خريطة ثلاثية الأبعاد.

## التنبيغ
المقال الرئيسي: التنبيغ الضوئي البصري
التنبيغ هو تحويل الطاقة من محفز أو مثير “stimuli” في الطبيعة إلى نشاط عصبي؛ كي يستطيع الدماغ الفهم والمعالجة. العين من الخلف - ظهر العين - تحتوي على ثلاث طبقات: طبقة المستقبلات الضوئية”photoreceptors” وطبقة الخلايا ثنائية القطب “bipolar cells” وطبقة العقد العصبية”ganglion”. طبقة المستقبلات الضوئية: تقع في أقصى ظهر العين، وتحتوي على مستقبلات عصوية ومخروطية، المستقبلات الضوئية المخروطية مسؤولة عن إدراك اللون، وهنالك ثلاثة أنواع من المستقبلات المخروطية: أحمر وأخضر وأزرق. تحتوي المستقبلات الضوئية على مركبات كيميائية خاصة تدعى «أصباغ ضوئية»، والمستقبل الضوئي العصوي الواحد يحتوي على حوالي 10 ملايين منهم. جزيء الصبغ الضوئي يتكون من: أوبسين؛ وهو بروتين “opsin”، وريتينال؛ وهو دهن “lipid”.
هنالك ثلاثة أنواع للصبغ الضوئي (كل نوع له ألوانه الخاصة التي تستجيب لطول موجي معين من الضوء). عندما يصل الطول الموجي الموافق للمستقبل الضوئي، يفصل الصبغ الضوئي إلى قسمين، وبذلك تبعث رسالة إلى طبقة الخلية ثنائية القطب، ومن هناك تبعث رسالة إلى طبقة العقد العصبية، وبعد ذلك تبعث المعلومات من خلال العصب البصري إلى الدماغ. إذا كان الصبغ الضوئي موجوداً في مستقبل ضوئي غير موافق، مثلاً، صبغ ضوئي أخضر في داخل مستقبل مخروطي أحمر، تنتج حالة تعرف بــ عمى الألوان.

## عملية اللون المضاد
يتضمن التنبيغ الرسائل الكيميائية المبعوثة من المستقبل الضوئي إلى الخلايا ثنائية القطب ثم إلى العقد العصبية (تستطيع عدة مستقبلات عصبية إرسال معلوماتها إلى عقدة عصبية واحدة). هنالك نوعان من العقد العصبية: أحمر وأخضر / أصفر وأزرق. هذه الخلايا العصبية تطلق إشارات بشكل مستمر، حتى عندما لا تستثار، والدماغ يفسر الألوان المختلفة (و مع الكثير من المعلومات، يفسر الصور) عندما يتغير معدل إرسال الإشارات من هذه الخلايا. الضوء الأحمر يثير المخروط الأحمر، والذي بدوره يثير العقدة العصبية أحمر/أخضر، وكذلك، الضوء الأخضر يثير المخروط الأخضر والذي يثير العقدة العصبية أحمر/أخضر، والضوء الأزرق يثير المخروط الأزرق الذي يثير العقدة العصبية أصفر/أزرق. معدل إرسال الإشارات من العقد العصبية يزداد عندما تُبعث له إشارة من مخروط معين ويقل (يثبط) عندما تبعث له إشارة من مخروط آخر. أول لون في اسم العقدة العصبية هو الذي يستثيرها، واللون الثاني هو الذي يثبطها، مثلا، المخروط الأحمر يثير العقدة العصبية أحمر/أخضر، والمخروط الأخضر يثبط هذه العقدة العصبية؛ هذه هي عملية اللون المضاد. إذا زاد معدل بث الإشارات من العقدة العصبية أحمر/أخضر، سيعرف الدماغ أن الضوء كان أحمر، أما إذا قل المعدل، سيعرف الدماغ أن الضوء كان أخضر.

## الإدراك البصري الصناعي
النظريات والمشاهدات للإدراك البصري كانت المصدر الرئيسي لإلهام الرؤية الحاسوبية (تدعى أيضاً بالرؤية الآليَة أو الرؤية الحسابية)؛ وهي كيانات صلبة خاصة في الحاسوب”hardware structures” وبرامج خاصة “software algorithms” ذات قدرة على تفسير صور قادمة من «كاميرا» أو حساس”مستشعر”. الإدراك البصري الصناعي استخدم على مدى طويل في الصناعة، والآن، استخدامه يصل إلى مجال الحركة الأوتوماتيكية “automotive” والآليات”robotics” .